# 1630
- Wikisource

| Calendário gregoriano                                                        | 1630 MDCXXX                          |
| Ab urbe condita                                                              | 2383                                 |
| Calendário arménio                                                           | 1079 – 1080                          |
| Calendário bahá'í                                                            | -214 – -213                          |
| Calendário budista                                                           | 2174                                 |
| Calendário chinês                                                            | 4326 – 4327 Início a 12 de fevereiro |
| Calendário copta                                                             | 1346 – 1347                          |
| Calendário etíope                                                            | 1622 – 1623                          |
| Calendários hindus - Vikram Samvat - Calendário nacional indiano - Cáli Iuga | 1685 – 1686 1551 – 1552 4730 – 4731  |
| Calendário Holoceno                                                          | 11630                                |
| Calendário islâmico                                                          | 1040 – 1041                          |
| Calendário judaico                                                           | 5390 – 5391                          |
| Calendário persa                                                             | 1008 – 1009                          |
| Calendário rúnico                                                            | 1880                                 |
| Calendário solar tailandês                                                   | 2173                                 |

1630 (MDCXXX, na numeração romana) foi um ano comum do século XVII do calendário gregoriano, da Era de Cristo, a sua letra dominical foi F (52 semanas), teve início a uma terça-feira e terminou também a uma terça-feira.
| Ano completo                       |
| ---------------------------------- |
| Ano comum com início à terça-feira |

## Eventos
- Na ilha de São Miguel, Açores, ocorre um gigantesco escorregamento de terras naquilo que hoje é a extremidade oeste da fajã onde se localiza a povoação da Ribeira Quente. O escorregamento de terras atingiu o mar em torno do lugar hoje denominado Castelo e deu origem à atual Ponta da Albufeira. Este escorregamento está associado à erupção do Pico Cinzeiro, ocorrida algum tempo antes.
- Fim do reino de Guge do Tibete Ocidental, conquistado pelo reino do Ladaque.

### Fevereiro
- 16 de fevereiro - Invasões holandesas no Brasil: tropas holandesas, comandadas por Hendrick Lonck, conquistam Olinda e depois Recife, que se tornam parte da Nova Holanda.

### Março
- 2 de março - Invasões holandesas do Brasil: holandeses tomam o Forte de São Jorge Velho, Recife.

### Novembro
- 10 e 11 de novembro - Journée des dupes (Dia dos Enganados): o jovem rei Luís XIII de França reitera a sua confiança Cardeal de Richelieu, quando os inimigos deste ("os enganados") estavam convencidos de que o rei estava persuadido a demiti-lo.
- 8 de novembro - inicia-se a devoção a Nossa Senhora de Nazaré no Brasil, com o milagroso achado da imagem da Virgem Maria em Saquarema, Rio de Janeiro.

## Nascimentos

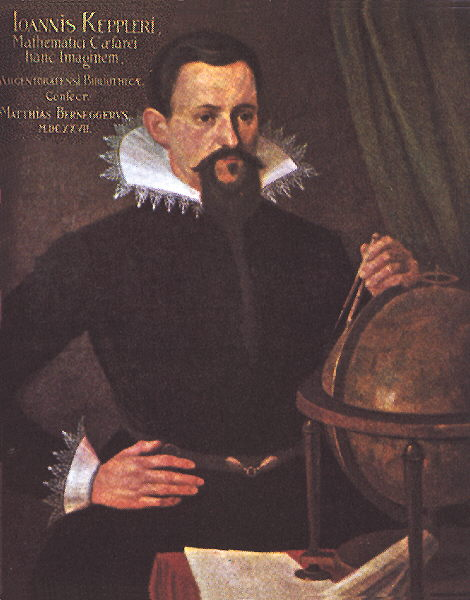
Johannes Kepler

- 16 de janeiro - Guru Har Rai, sétimo guru sique  (m. 1661).
- fevereiro - Josefa de Óbidos, pintora portuguesa  (m. 1684).
- 29 de maio - Carlos II, rei de Inglaterra  (m. 1685).
- 17 de setembro - Rainúncio II Farnésio, Duque de Parma e Placência de 1646 até à sua morte e Duque de Castro de 1646 a 1649  (m. 1694).
- 6 de outubro - Luís de Sousa, arcebispo de Lisboa, capelão-mor do rei Pedro II de Portugal, membro do Conselho de Estado e cardeal  (m. 1701).
- 28 de dezembro - Ludolf Backhuysen, pintor germano-neerlandês  (m. 1708).
- Isaac Barrow, teólogo e matemático inglês  (m. 1677).
- William Bruce, arquiteto escocês, considerado o fundador da arquitetura clássica na Escócia  (m. 1710).
- Manuel Beckman, proprietário e revolucionário português radicado no Brasil  (m. 1685).
- Roque Brasiliano, pirata possivelmente holandês  (m. c. 1675).
- Ganga Zumba, primeiro líder do Quilombo dos Palmares, Pernambuco, Brasil  (m. 1678).

## Mortes
- 15 de novembro - Johannes Kepler, matemático e astrónomo  (n. 1571).
- 29 de novembro - Teodósio II, duque de Bragança  (n. 1568).